# Велика награда Русије
Велика награда Русије (рус. Гран-при России) је годишња ауто трка која се одржава на Сочи Аутодрому и улична трка саграђена у оквиру Олимпијског парка у Сочију, Русија.
Трка је први пут одржана 1913. у Санкт Петербургу у Руској Империји. Планирано је да се трка Формуле 1 одржи у Москви 1983. сезоне као Велика награда Совјетског Савеза, али се од тога одустало. 2010. је званично објављено да ће руски град Сочи, који се такође припремао за организацију Зимских олимпијских игара 2014., угостити и трке Формуле 1 почевши од 2014 са уговором за седам сезона.

## Пре Првог светског рата
Велика награда Русије одржана је двапут, 1913. и 1914. на стази у Санкт Петербургу. Први победник је био руски возач Георги Суворин, док је Немац Вили Шол победио 1914. Трка је отказана због Првог светског рата и Руске револуције, и није поново одржана са оснивањем Совјетског Савеза.

### Резултати трке 1913.
- 1.  Георги Суворин (Бенц) 2:23:54.6
- 2.  Иван Иванов (аутомобилиста) (Русо-Балт) +2:56.4
- 3.  Рене Нутомб (Металурик) +5:24.4

### Резултати трке 1914.
- 1.  Вили Шол (Бенц) 1:48:32.2
- 2.  Степан Овсјаников (Воксхолl) +10:31.6
- 3.  Еугенио Бера Д'Аргентине (Аквила Италијана) +13:08.6

## Формула 1
Планови за одржавање Велике награде у Русији почели су осамдесетих година 20. века, са најавом трке у Москви а била би одржана под именом „Велика награда Совјетског Савеза“. Трка је укључена у први календар 1983, али бирократске препреке су спречиле одржавање, и трка је уклоњена из коначног календара. Берни Еклстон наставио је са покушајима да оджи трку Формуле 1 иза Гвоздене завесе, и Велика награда Мађарске постала је прва трка одржана у комунистичкој држави прикључивши се 1986.
2001. Владимир Путин, као председник Руске Федерације, изразио је личну подршку пројекту "Пулковском Рингу" близу аеродрома Пулково, али трка никад није одржана. Следећи покушај је био 2003. када је Московски савет одобрио изградњу стазе у Молжаниновски крају Северном дистрикту Москве, знаном као острво Нагатино. Пројекат је напуштен. Септембра 2008. објављено је да ће трка Формуле 1 бити у граду Федјукино, Волоколамски дистрикт Московске области, приближно 77 km од Москве. Позната као Московска стаза, дизајнирана од стране Хермана Тилкеа да угости и Формулу 1 и Мото ГП трке. План за одржавање Велике награде на Московској стази никад није реализован.
Берни Еклстон изразио је жељу да се Русија придружи Формули 1 на или близу Москве или близу града Сочи, После неколико деценија неуспешног обнављања Велике награде Русије, нова Велика награда Русије је званично објављена 14. октобра 2010. за деби у 2014. све до сезоне 2020. Трка се одржава близу Сочија, граду домаћину Зимских олимпијских игара 2014., на Сочи Аутодрому уличној стази која пролази кроз Олимпијски парк Сочи.
Велика награда Русије је одржана је 12. октобра 2014. и победио је британски возач Луис Хамилтон, други је био Немац Нико Розберг, обојица из Мерцедеса, а Валтери Ботас, из Вилијамса био је трећи.

## Победници

### Вишеструки победници
Подебљни возачи се такмиче у текућој сезони.
| Победе | Возач         | Година победе                |
| ------ | ------------- | ---------------------------- |
| 5      | Луис Хамилтон | 2014, 2015, 2018, 2019, 2021 |
| 2      | Валтери Ботас | 2017, 2020                   |

### Победници
догађаји који нису били део Формуле 1 обојени су розе бојом.
| година      | возач          | конструктор    | место           |                |
| ----------- | -------------- | -------------- | --------------- | -------------- |
| 2021.       | Луис Хамилтон  | Мерцедес       | Сочи            |                |
| 2020.       | Валтери Ботас  | Мерцедес       | Сочи            |                |
| 2019.       | Луис Хамилтон  | Мерцедес       | Сочи            |                |
| 2018.       | Луис Хамилтон  | Мерцедес       | Сочи            |                |
| 2017.       | Валтери Ботас  | Мерцедес       | Сочи            |                |
| 2016.       | Нико Розберг   | Мерцедес       | Сочи            |                |
| 2015.       | Луис Хамилтон  | Мерцедес       | Сочи            |                |
| 2014.       | Луис Хамилтон  | Мерцедес       | Сочи            |                |
| 2013 – 1915 | Није одржавана | Није одржавана | Није одржавана  | Није одржавана |
| 1914        | Вили Шол       | Бенц           | Санкт Петербург |                |
| 1913        | Георги Сиворин | Бенц           | Санкт Петербург |                |